# Jean Drouot-L'Hermine
Jean Drouot-L'Hermine, né le 15 septembre 1907 à Luxeuil-les-Bains et mort le 23 mai 1969 dans un accident de la route au triangle de Rocquencourt (Yvelines), est un résistant et homme politique français, Compagnon de la Libération, vice-président de l'Union pour la nouvelle République.

## Biographie
Diplômé de l'École des Mines de Nancy, il est résistant et militaire pendant la Seconde Guerre mondiale qu'il termine lieutenant-colonel. Il est notable pour la libération de Gap le 20 août 1944,. En fin stratège, ce combattant hors pair ne pouvant prendre Gap par la force va le faire par la ruse. Il commence par planifier une série de sabotages très ciblés faisant sauter le viaduc de la Selle à l'ouest (qui est l'unique voie ferrée menant à la ville) et à l'est coupe le pont de Savines. Isolant Gap (se trouvant au fond d'un bassin) et multipliant les attentats, il fait croire aux Allemands qu'ils sont encerclés par un ennemi en nombre. Le 9 août 1944 Paul Héraud est abattu, alors il tente un dernier coup de bluff en faisant tirer un coup d'obus par un char américain qui convainc les allemands (1 200 soldats dont 40 officiers) de se rendre sans tirer un coup de feu.
Compagnon de la Libération par décret du 17 novembre 1945, il est décoré de la médaille de la Résistance, des Blessés, du Sauvetage et de l' Ordre du Service distingué.
Il est ingénieur et directeur de sociétés, puis élu conseiller municipal de Paris, conseiller général de la Seine (1952 et 1953) et enfin député de la 7e circonscription de Seine-et-Oise en 1958 et 1962. En 1958, il est délégué à l'Assemblée parlementaire européenne.
Il est mort dans un accident de la route sur l'autoroute A13 près du triangle de Rocquencourt.

## Décorations
- Commandeur de la Légion d'honneur
- Compagnon de la Libération par décret du 17 novembre 1945[3]
- Croix de guerre 1939–1945 (6 citations)
- Médaille de la Résistance française par décret du 21 mai 1943[4]
- Insigne des blessés militaires
- Médaille du sauvetage
- Ordre du Service distingué (GB)